# Personnages de Devil May Cry
« Trish » redirige ici. Pour l’article homophone, voir Triche.
 (avril 2020).
Si vous disposez d'ouvrages ou d'articles de référence ou si vous connaissez des sites web de qualité traitant du thème abordé ici, merci de compléter l'article en donnant les références utiles à sa vérifiabilité et en les liant à la section « Notes et références ».

La série Devil May Cry, initiée par le jeu Devil May Cry en 2001, se compose de plusieurs jeux vidéo. Elle présente de nombreux personnages au gré des différentes aventures mises en scène
. Cet article présente les personnages de Devil May Cry.

## Protagonistes

### Dante
C'est le personnage principal de la série. Mi-démon mi-humain, c'est le personnage le plus polyvalent  et le plus complet en habileté. Il possède différents styles de combat. Il combat les démons. Ses principaux armes sont Ebony, Ivory et Rebellion. Il est le fils de Sparda et le frère jumeau de Vergil. 

### Lady
Lady (de son vrai nom est Mary) est une chasseuse de démon qui aide Dante dans sa quête contre les démons. Elle fera sa première apparition dans Devil May Cry 3. C'est une spécialiste des armes à feu et une adepte de la moto. Elle fait plusieurs apparitions dans le jeu, ayant pour objectif de battre Arkham, son père.
Elle réapparaîtra dans Devil May Cry 4. C'est elle qui enverra Dante en mission. Elle est jouable en tant que personnage dans le portage sur PlayStation 4 ainsi que dans l'édition spéciale.
Dans Devil May Cry 5, au début du jeu, Lady se battra contre le démon Urizen, avec l'aide de ses compagnons. Mais elle se fera capturée par Urizen, et enfermée dans le corps d'un démon. Plus tard, elle sera libérée par Nero.

### Nero
Nero fait sa première apparition dans le 4e volet : Devil May Cry 4. Il possède un bras démoniaque appelé « Devil Bringer ». Ses armes sont un revolver à deux canons (Blue Rose), une épée (Red Queen) et un katana (Yamato) qui appartient à Vergil, son père. Il est fiancé à Kyrie. Nero fait partie d'un groupe appelé « Ordre de l'épée » qui vénèrent le démon Sparda. Mais il ne sait pas que le sang de Sparda coule dans ses veines.
Lors d'une messe où Sanctus, le chef de "L'Ordre de l'épée", parle de Sparda, Nero s'ennuie à mourir. Il s'apprête à partir lorsque quelqu'un fait voler le vitrail du plafond en éclats et tue Sanctus. Nero affronte l'inconnu qui, lors du combat, envoie un coup d'épée dans le plâtre que porte Nero. Le "Devil Bringer" apparaît, ce qui permet à Nero de vaincre l'inconnu en l'empalant sur sa propre épée. Étrangement, il ne meurt pas, il retire l'épée de son corps et s'enfuit en prévenant Nero qu'un complot se prépare. Ce dernier comprend que l'inconnu était un démon. Credo, le frère de Kyrie qui appartient également à "L'Ordre de l'épée", enverra Nero poursuivre l'inconnu. Sur sa route, Nero affronta Bérial, un démon de feu, Bael, un crapaud qui maîtrise la glace et Echidna, un dragon de la nature. Il rencontrera également un scientifique du nom d'Agnus qui se trouve au château de Fortuna. Nero récupérera Yamato, le sabre qui appartenait à Vergil et obtiendra des pouvoirs démoniaques. Il apprendra également que l'assassin de Sanctus s'appelle Dante. Il arrivera ensuite au quartier général de "L'Ordre de l'épée", où il sera contraint d'affronter Credo qui est devenu un démon grâce à Agnus et à Sanctus (ce dernier ayant été ressuscité par Agnus). Nero réussit à le vaincre, c'est alors que Kyrie arrivera et verra le bras démoniaque de Nero, ainsi que son frère Credo, affaiblit. Elle se fera enlever par Agnus. Nero traversa le quartier général pour la sauver. Il affrontera Agnus, mais Sanctus enlèvera Kyrie à son tour avant que Nero puisse la sauver. Nero affrontera une nouvelle fois Dante, qui veut récupérer Yamato. Dante gagnera mais laissera Nero partir avec Yamato, en lui demandant de le lui rendre après avoir fini ce qu'il avait à faire. Nero arriva ensuite au sommet du quartier général où il retrouva Sanctus, accompagné d'une statue géante appelée "Sauveur" . Nero affrontera Sanctus mais perdra, Credo arrivera et l'aidera mais il se fera tuer. Nero est ensuite absorbé par le Sauveur. Dante le sauva après avoir récupéré Yamato, que Sanctus avait repris à Nero, il le passa ensuite à Nero qui, à l'intérieur du Sauveur, tuera Sanctus et sauvera Kyrie. Une fois sorti du Sauveur, il le détruira une bonne fois pour toutes. Nero voulut rendre Yamato à Dante mais ce dernier refusa de la reprendre, en affirmant que cette arme était devenue légitimement la sienne (il est alors sous-entendu que Nero est le neveu de Dante, soit le fils de Vergil). Le katana se fera absorber par le Devil Bringer. Dante s'en alla ensuite et Nero restera avec Kyrie. Après Yamato a fait un seul avec Devil Bringer.
Dans Devil May Cry 5, il se fera arracher son Devil Bringer par un homme encapuchonné (qui se révélera plus tard être Vergil, venu récupérer Yamato). Par la suite, il se battra contre Urizen avec l'aide de Dante, Trish, Lady et V (un nouveau client de l'agence), mais en vain. Le groupe se retrouve alors séparé, et Nero tentera de rejoindre le Qlipoth (sorte d'arbre maléfique où se cache Urizen). Sur sa route, il affrontera de nombreux démons, et finira même par libérer Lady qui a été capturée par Urizen et enfermé dans un démon. Nero finira par arriver à nouveau devant Urizen, mais seul cette fois-ci, et bien sur, il se fera à nouveau battre, et même sur le point d'être tué, mais il sera sauvé in extremis par Dante, dans sa forme de démon. Par la suite, Dante vaincra Urizen, jusqu'à  ce que V fusionne à nouveau avec lui, et redevient Vergil, le père de Nero. Ce dernier donne alors rendez vous à Dante au sommet de Qlipoth, pour un ultime duel. Cependant, Nero, qui a récupéré son bras, réussi lui aussi à se transformer en démon, et arrête le combat entre les deux frères. Dante leur révèle aussi qu'ils sont père et fils. Nero dit alors qu'ils doivent refermer le portail avec le monde inférieur, afin d'empêcher qu'encore plus de démons apparaissent. Dante dit que seul moyen est de coupé les racines du Qlipoth. Nero comprend alors que s'ils font ça, Dante et Vergil resteront enfermé dans le monde des démons. Dante lui dit alors de ne pas s'inquiéter pour eux, et lui confie l'agence, ainsi que la protection de la Terre.

### Sparda
Sparda est un démon.
Lors de la guerre opposant les humains aux démons, le démon Sparda fut pris d'amour pour une humaine et décida de se battre pour empêcher les démons de détruire les humains. Il élimina donc tous les démons qu'il croisait sur sa route, jusqu'à se battre contre le seigneur du monde démoniaque, Mundus. Il scella ensuite le passage qui relie le monde humain au monde démoniaque de l'intérieur à l'aide de deux amulettes. Durant le temps qu'il passa dans le monde des humains, la femme qu'il aimait mit au monde des jumeaux, Dante et Vergil. Ses fils héritèrent chacun d'une amulette et du patrimoine de démon de leur père.
Après avoir sauvé le monde humain, il fut considéré comme une légende et se fit appeler "chevalier sombre".
Arkham dans Devil May Cry 3 voulait ouvrir le passage scellé et récupérer les pouvoirs de Sparda, enfermés dans le monde des démons. Ce dernier sacrifia sa femme pour tenter d'ouvrir la porte, sans succès.
Concernant les jumeaux fils de Sparda, Dante semble être désintéressé de tout, sauf de son look, tandis que Vergil veut récupérer les pouvoirs de son père. Tous deux néanmoins ont gardé un orgueil incomparable et s'affrontent dans la continuité de leur père dans Devil May Cry (Vergil sous la forme du chevalier Nelo Angelo) et Devil May Cry 3.
À la fin de DMC 3, Dante et Vergil s'affrontent dans le monde démoniaque après avoir vaincu Arkham qui possédait les pouvoirs de Sparda. Vergil resta dans le monde démoniaque pour affronter Mundus, comme son père autrefois. Il échouera et deviendra Nelo Angelo, sous les ordres de Mundus. Dante retournera dans le monde humain pour ouvrir son agence de chasseur de démons, l'agence Devil May Cry.
Dans la série animée Devil May Cry, on apprend que deux frères démoniaques qui vivent depuis 2 000 ans attendent le retour de Sparda pour pouvoir enfin affronter leur maître : le légendaire chevalier sombre.
Mais vu que Sparda ne revient pas, le frère guerrier (qui fait penser à Vergil), va affronter Dante et mourir, puis son frère va tenter de le venger... sans succès.
Il partit ensuite dans le sanctuaire des Enfers pour aller chercher le globe de résurrection pour ressusciter son père...mais le moment des retrouvailles venu, il s'aperçut que son père  était devenu une âme errante cherchant désespérément un corps pour pouvoir se réincarner; le destin de ces 2 démons était de s'affronter. Le combat dura 5 jours puis, ils scellèrent leur destin en s'entretuant.

### Trish
Trish apparaît pour la première fois dans le premier Devil May Cry, c'est une jeune femme très belle avec une force surhumaine et qui contrôle la foudre, qui va demander à Dante de l'aider à vaincre le prince des ténèbres : Mundus. Dante est troublé par la ressemblance entre la jeune femme et sa défunte mère.
Plus loin dans l'histoire, il est révélé que Trish est en réalité une démone créée par Mundus avec la même apparence que la mère de Dante afin de pouvoir approcher celui-ci, l'amener dans le monde inférieur puis le tuer; Dante se battra alors avec elle, mais lorsqu'elle manquera de se faire tuer par un rocher, il la sauvera en hommage au visage de sa mère.
Plus tard, lorsque Dante se retrouve face à face avec Mundus et que le roi démoniaque lui enverra un rayon mortel, Trish se mettra devant Dante, protégeant ainsi son ami mais mourant par la même occasion.
Une fois que Dante aura vaincu Mundus, il reviendra près du corps de la jeune femme, déposera l'épée de son père, Sparda avec le médaillon de sa mère, puis partira, puis lorsque Mundus reviendra pour affronter une ultime fois Dante et que celui-ci perdra espoir, Trish réapparaîtra, prêtera son pouvoir à Dante et lui permettra ainsi de vaincre Mundus !
Durant les retrouvailles, Trish pleura et Dante conclura sur "Devil Never Cry" (les démons ne pleurent jamais), assurant ainsi à Trish qu'à ses yeux, elle est humaine.
Elle va, durant un temps, travailler avec Dante ; durant ce moment, l'agence se renommera Devil Never Cry, puis, par divergence d'opinion, ou juste parce que Dante aime travailler en solo, ils se sépareront.
Elle fait également partie des personnages jouables dans Devil May Cry 2 où elle a Ombre et Lumière, la Sparda et le Nightmare-B.
Elle réapparaît ensuite dans Devil May Cry 4, où elle va aider Dante et Lady dans leurs nouvelles aventures.
Dans Devil May Cry 5, Trish et ses camarades feront face au démon Urizen. Elle se fera capturer par ce dernier et sera retenue prisonnière à l’intérieur d'un corps d'un autre démon, mais elle sera libérée plus tard par Dante.

### V
V est un des protagonistes jouables dans Devil May Cry 5. C'est un personnage assez mystérieux. Il se présentera à l'agence de Dante en lui demandant de l'aide pour affronter un nouveau démon du nom de Urizen. Plus tard dans l'histoire, il sera révélé que Vergil, après avoir dérobé le Devil Bringer de Nero (qui avait absorbé l'épée Yamato dans Devil May Cry 4), a retourné l'épée contre lui, et sépara son corps en deux entités, Urizen étant sa forme démon et V sa forme humaine. Une fois que Dante ai vaincu Urizen, V fusionnera à nouveau avec lui, et redeviendra Vergil.
V n'étant pas assez puissant au combat, il utilise trois invocations, Griffon, un aigle ; Shadow, une panthère et Nightmare, un golem, qui se battent à sa place. Ces invocations affaiblissent les ennemis, et V se sert juste de sa canne afin de les achever.

## Antagonistes

### Vergil
Vergil est un personnage mi-humain et mi-démon présent dans Devil May Cry 1 (sous le nom de Nelo Angelo), Devil May Cry 3, Devil May Cry 4 (seulement dans Devil May Cry 4 : Spécial Edition sortie en 2015), Devil May Cry 5 et dans le reboot DmC: Devil May Cry. C'est le frère jumeau de Dante, fils de Sparda et le père de Nero (qui est donc le petit-fils de Sparda et le neveu de Dante).
Le but de Vergil est de briser le sceau du monde des démons, et ainsi d'ouvrir le portail démoniaque pour accéder au pouvoir de son père, le légendaire Sparda. Contrairement à son frère, Vergil est obsédé par le pouvoir et par la force.
Dans Devil May Cry 3, pour ouvrir la porte entre le monde des humains et le monde inférieur (celui des démons), avec l'aide d'Arkham, un humain aspirant à devenir démon, il réveillera le Temen-ni-gru, un antique portail scellé par son père Sparda. Après un affrontement contre Dante, dont il sort vainqueur, il dérobe l'amulette de Dante, mais libère le démon qui était en lui. Après avoir tué Arkham, il atteint la salle du portail, où il utilise les deux moitiés d'amulettes (celle de Dante et la sienne), et donne un peu de son sang. Il sera brièvement interrompu par le démon supérieur Beowulf, rendu aveugle par Dante. Cependant, le rituel ne fonctionne pas. Mais Vergil refait son apparition alors que Dante affronte Arkham. Les deux frères achèvent eux-mêmes l'humain devenu démon, avant de s'affronter une dernière fois, un duel où Vergil choisit de rester dans le monde inférieur avec sa moitié d'amulette, et laissant l'épée de Sparda à Dante. À la suite de sa chute dans le monde démoniaque, Vergil, se voit dans l'obligation d'affronter un ennemi que son père, Sparda, est parvenu à vaincre... Le Maître des Ténèbres, Mundus. Toutefois, Vergil perdit la bataille, devenant ainsi l'esclave de Mundus, qui le réincarnera dans la peau de Nelo Angelo.
Dans Devil May Cry, lorsque Dante va venir sur l'île Mallet pour affronter Mundus, Nelo Angelo sera sur sa route. Il sera le seul allié de Mundus à avoir une chance de tuer Dante, mais lorsqu'il découvre le médaillon de Dante, il est pris d'une violente migraine et ne peut arriver à le tuer. Par la suite, Dante et Nelo Angelo se battront à deux reprises, et Nelo Angelo reprendra son ancien visage, celui de Vergil. Malgré tout, il reste esclave de Mundus. Étant donné que Nelo Angelo ne semble pas reconnaître Dante comme son frère, il est possible que Vergil ait perdu la mémoire en devenant esclave de Mundus. Dante finira par vaincre Nelo Angelo/Vergil, et il disparaîtra dans un torrent de flammes bleues.
Bien que ce ne soit pas expliqué, Vergil a réussi à se libérer de l'influence de Mundus et s'échapper du monde inférieur dans Devil May Cry 5. Il se rend alors chez son fils Nero (à ce moment-là, aucun des deux ne sait qu'ils ont un lien de parenté), et lui arrache son bras droit, afin de récupérer son épée Yamato (en effet, le bras droit de Nero, le Devil Bringer avait absorbé l'épée à la fin de Devil May Cry 4). Vergil se plante alors l'épée dans le corps, ce qui lui permit de se séparer en deux personnes distinctes : V, sa forme humaine, et Urizen, sa forme démon. Plus tard, lorsque Dante battu Urizen, V fusionne avec lui, redevenant Vergil. Ce dernier invite alors son frère pour un ultime combat. Cependant, Nero, qui à récupérer son bras, réussi lui aussi à se transformé en démon, et arrête le combat entre les deux frères. Dante leur révèle aussi qu'ils sont père et fils. Nero dit alors qu'ils doivent refermer le portail avec le monde inférieur, afin d'empêcher qu'encore plus de démons apparaissent. Dante dit que seul moyen est de coupé les racines du Qlipoth. Nero comprend alors que s'ils font ça, Dante et Vergil resteront enfermé dans le monde des démons. Dante lui dit alors de ne pas s'inquiéter pour eux, et lui confie l'agence, ainsi que la protection de la Terre. À la fin du jeu, on verra Dante et Vergil en train de s'entraîner entre eux, puis en train d'affronter des hordes de démons.

### Agnus
Scientifique présent dans Devil May Cry 4, il travaille pour le compte de Sanctus. Son travail est de créer des démons, mission qu'il complètera avec succès. Il retrouva Yamato, le sabre de Vergil. Le sabre fut brisé (surement pendant son combat contre Mundus). Agnus ne réussira pas à réparer le sabre. Il sera finalement tué par Dante.

### Argosax the Chaos
Argosax the Chaos est un démon, et le boss final de Devil May Cry 2. Il semble être le démon le plus puissant de tous (et le dernier que Dante élimine si l'on suit la chronologie réelle [et non l'ordre des jeux]), et réunit sous sa forme plusieurs démons : on retrouve ainsi la gueule du Phantom, une aile du Griffon, et d'autres adversaires, mêlés dans une vase informe, Nightmare, que l'on rencontre déjà dans le premier opus.
Après l'avoir vaincue, cette forme qui pourrait donc puiser son origine dans la mémoire de son adversaire (et donc pouvant prendre l'apparence des démons vaincus par Dante), révèle le véritable Argosax, un démon ailé de feu.
À la suite d'un combat épique, Dante l'élimine en tirant un coup de feu surpuissant avec son pistolet Ivory.
Après cette victoire, on aperçoit Dante traversant l'enfer sur sa moto, en lachant un dernier "Il est temps de quitter l'enfer". On peut alors supposer qu'Argosax était le "seigneur des démons" : la faille ouverte par Arius ayant permis à Dante d'affronter Argosax aurait dû être trop instable pour le laisser ressortir par la suite, et la défaite de ce "seigneur" expliquerait le retour de Dante.

### Arius
Arius est un homme d'affaires qui possède la multinationale Uroboros. Il est l'antagoniste de Dante dans Devil May Cry 2.

### Arkham
Pour les articles homonymes, voir Arkham (homonymie).
Arkham  est un des antagonistes de Dante dans Devil May Cry 3. Il est le père de Lady et le bras droit de Vergil. C'est un humain dont le but est de devenir un démon. Pour cela, il a accepté de nombreux sacrifices (par exemple en tuant sa femme) et manipule Vergil mais aussi Dante (en revêtant l'apparence du bouffon Jester). Il ira même jusqu'à berner Lady en lui faisant croire qu'il a été manipulé après que Vergil l'aie laissé pour mort. Bien qu'il ne soit pas le boss de fin du jeu (Vergil), on peut considérer Arkham comme principal antagoniste de l'histoire car Dante et Vergil vont faire équipe pour le vaincre.

### Mundus
Mundus est le roi des démons. Il est l'antagoniste de Dante dans le premier Devil May Cry. Mundus est le démon qui a tué de ses mains la mère de Dante et Vergil, en lui arrachant le cœur. Il est aussi directement responsable de la mort de leur père, Sparda. Mundus a affronté les deux fils de Sparda une première fois, et il fut vaincu, mais au lieu de mourir, il se fit renvoyer dans le monde des démons. Sa disparition marqua la fin du monde des  Limbes . Un an plus tard, lorsque Vergil décide de rester dans le monde des démons après sa défaite contre Dante, il tombe de nouveau face a Mundus, mais sans son frère, il perdit le combat, et fut réduit à l'esclavage par Mundus. Après que Vergil a perdu le combat, Mundus lui donne de sa puissance donc celui-ci devient un chevalier noir réunissant la puissance de Vergil d'origine plus celle de Mundus et pris le nom de : Nelo Angelo. Il sera tué par Dante, grâce à la rage qu'il lui a conférée, en étant, finalement, le meurtrier de toute sa famille.

### Sanctus
Sanctus est un des antagonistes dans Devil May Cry 4. Il est le chef de "L'Ordre de l'épée". Au début du jeu, il sera tué par Dante, mais par la suite, se fera ressusciter par Agnus. À la fin du jeu, il se fera tuer définitivement par Nero.

### Urizen
Urizen est le principal antagoniste de Devil May Cry 5. Il s'agit en réalité de la forme démon de Vergil. En effet, ce dernier ayant récupéré son épée Yamato via le bras de Nero, il utilise l'épée afin de séparer sa forme démon et sa forme humaine. Au début du jeu, il battra facilement Dante et Nero, et capturera Trish et Lady. Plus tard, Dante récupère l'épée de Sparda, et s'en alla à nouveau affronter Urizen. Dante pris alors le dessus sur le démon, mais Urizen mangea un fruit du Qlipoth (un arbre démoniaque) afin de décupler ses forces. Cependant, après un combat acharné, Dante réussi tout de même à le vaincre. V arrive alors, et fusionne avec Urizen, et redevient Vergil.

## Autres personnages

### Lucia
Lucia est une protagoniste dans Devil May Cry 2, ce fut sa seule apparition dans la série.

### Credo
Credo est un soldat de "L'Ordre de l'épée" aux ordres de Sanctus. Il est le fils des parents adoptifs de Nero, et le frère de Kyrie. Il tentera d'arrêter Nero après avoir appris que ce dernier était un mi-homme, mi-démon. Il sera finalement tué par Sanctus, après qu'il s'est rebellé, après avoir appris que Sanctus utilisait sa sœur pour arriver à ses fins.

### Enzo Ferino
Indic de Dante dans le manga Devil May Cry 3 jusqu'à ce que leurs routes se séparent… sur le plan professionnel en tout cas.
Il semblerait que le Enzo des jeux "Bayonetta" soit le même Enzo mais vieillit et grossit. En effet, sa manière de s'adresser à Bayonetta et son caractère sont semblables à ceux de Enzo Ferino de DMC.
Ainsi on peut extrapoler le fait que Enzo et Dante aient mis fin à leur partenariat car Enzo voulait protéger sa famille des démons.

De plus, il existe un art work montrant Enzo en train de battre Dante au strip poker dans le "Bayonetta : Art Book" .

### Eva
Eva était la femme de Sparda et la mère des jumeaux Dante et Vergil. Elle se fera tuer par les propre mains de Mundus. Eva est désignée comme humaine dans les jeux Devil May Cry 1, 2 et 3 ce qui fait de Dante et Vergil des demi-démons. Dans le reboot de la franchise DmC: Devil May Cry, Eva n’est plus une humaine mais est un ange faisant de ses deux fils des Nephilim (mi-démon et mi-ange).
Le jeu Bayonetta indique qu'elle aurait été une sorcière de l'Umbra. En effet la description du "bracelet du temps", un objet du premier jeu Bayonetta parle d'une femme nommée Eva qui aurait fait un pacte avec le légendaire chevalier noir. Si cela est exact, cela permettrait à la fois de dire que les licences Bayonetta et Devil May Cry se déroulent dans le même monde, mais qu'en plus Eva était une puissante sorcière et aurait affronté les armées de Mundus aux côtés de Sparda.

### Kyrie
Kyrie est la femme de Nero. Elle apparaît dans Devil May Cry 4 où elle se fait capturer par Sanctus qui lui-même se fera tuer par Dante et Nero. Elle est la sœur de Credo.

### Matier
Matier est un personnage secondaire de Devil May Cry 2. Elle y a un rôle semblable à celui d'un « guide », en orientant les héros dans l'aventure. C'est elle qui lance Dante à la poursuite d'Arius, dont elle connaît la vraie nature. Elle semble être la mère adoptive de Lucia, ou du moins la femme qui s'occupe d'elle (il est dit dans le jeu qu'elle est sa grand-mère, jusqu'à ce qu'on apprenne qu'elle est en vérité un démon créé par Arius).
Par le passé, elle a connu Sparda (et, semble-t-il, l'a très bien connu), à l'époque où il se sacrifia pour vaincre Mundus et le repousser dans le monde des démons, ce qui jette une part de mystères sur ses origines. Parallèlement, elle connaît bien des secrets démoniaques, et c'est elle qui pousse Lucia à réunir les reliques Arcanas qui permettraient à Arius d'ouvrir le portail des démons.

### Nicoletta
Nicoletta (appelé tout simplement Nico) est une jeune femme et amie de Nero. C'est une mécanicienne qui fabriquera de nouveaux Devil Bringer à Nero. Elle apparaît dans Devil May Cry 5.